# Centre national de greffe de la moelle osseuse
Le Centre national de greffe de la moelle osseuse (arabe : المركز الوطني لزرع النخاع العظمي) est un centre national tunisien fondé en 1998 conformément à la loi n°127 de 1994 et spécialisé dans tous les types de greffe de la moelle osseuse et le traitement des personnes atteintes d’immunodéficience.
Il reçoit à la fois les citoyens tunisiens et les personnes venues de l’étranger dans le cadre de l’exportation de ses compétences.

## Structure
Il est composé de deux unités : 
- La première et la plus ancienne abritant les services hospitaliers de prise en charge des patients ;
- La seconde unité plus récente comprend, entre autres, un équipement à la pointe de la technologie et destiné à la fabrication sur place de tous les médicaments nécessaires aux traitements par greffe de moelle osseuse.

En mai 2016, il est équipé d’une unité pédiatrique avec cinq cabines.

## Personnels
Lors de son inauguration, il commence ses activités avec environ 70 personnes, médecins, paramédicaux et ouvriers, pour compter un effectif de 215 personnes en 2017.

## Frais
L'État tunisien prend en charge tous les frais. Pour le donneur bénévole et le receveur, tout est gratuit. Les frais d'hospitalisation, d’analyse du groupage tissulaire et de greffe sont pris en charge par la sécurité sociale.